# Roland Joffé
Roland Joffé (* 17. listopadu 1945 Londýn) je britský režisér. Za svůj film Mise získal v roce 1986 Zlatou palmu na filmovém festivalu v Cannes.

## Život
Roland Joffé se narodil v židovské rodině, je synem Marca Joffého (původem z lotyšské Rigy). Před studiem na univerzitě v Manchesteru byl studentem francouzské střední školy v Londýně. Kariéru filmového režiséra úspěšně zahájil v roce 1984, kdy jeho první celovečerní film Vražedná pole (La Déchirure) získal tři Oscary a cenu BAFTA za nejlepší film. Film je dramatickou freskou Kambodže, zmrzačené po invazi Rudých Khmerů do Phnompenhu; zobrazuje příběh přátelství, které spojí amerického novináře s jeho místním asistentem.
Joffé se díky tomu etabloval jako angažovaný filmař, který chce především ukazovat pravdu. To ho následující rok vedlo i k natočení filmu Mise, který je obrazem portugalského a španělského dobývání a ovládnutí Nového světa v 18. století. Film s Jeremym Ironsem v roli katolického kněze a Robertem De Nirem jako španělským žoldákem získal Zlatou palmu na filmovém festivalu v Cannes v roce 1986.
Roland Joffé rád objevuje zcela odlišné světy a zároveň zdůrazňuje výjimečné osudy. V roce 1992 svou adaptací novely Dominique Lapierra The City of Joy (Město radosti) poukázal na bídu dětí ulice z Kalkaty prostřednictvím cesty amerického chirurga, který odešel do Indie hledat smysl svého života. V příběhu mladé ženy, která otěhotněla z lásky k pastorovi, ve snímku Šarlatové písmeno (The Scarlet Letter, 1995) zobrazil netolerantní a puritánskou Ameriku 17. století.
V roce 1999 režisér na čas opustil „historické filmy“ – natočil snímek Sbohem, lásko (Goodbye Lover, 1999), thriller s černým humorem – ale vrátil se k nim snímkem Vatel z roku 2000, kde líčí osud francouzského majordoma a slavného kuchaře, kterého jeho přílišné profesní svědomí dohnalo k smrti (titulní roli ztvárnil Gérard Depardieu).
Roland Joffé byl ženatý s herečkami Jane Lapotaire a Cherie Lunghi. Má dvě děti (Rowan Joffé a Nathalie Lunghi-Joffé).

## Filmografie
- 1984: Vražedná pole
- 1986: Mise
- 1989: Tlusťoch a Chlapeček (Fat Man a Little Boy)[1]
- 1992: Město radosti (The City of Joy)[2]
- 1995: Šarlatové písmeno (The Scarlet Letter)[3]
- 1998: Sbohem, lásko (Goodbye Lover)[4]
- 2000: Vatel
- 2007: Zajetí (Captivity)[5]
- 2011: Tam buďte draci (There Be Dragons)[6]
- 2011: Ty a já (You and I)[7]
- 2015: Milenci v čase (The Lovers)[8]
- 2015: Hrdinové od Alama (Texas Rising, TV seriál)
- 2018: The Forgiven[9]
- 2019: Scorned (A Lover Scorned, TV film)[10]